# شريان القولون الهامشي
شريان القولون الهامشي (بالإنجليزية: Marginal Artery of the Colon)‏‏ هو شريان يربط بين الشريان المساريقي العلوي (بالإنجليزية: Superior mesenteric artery)‏ والشريان المساريقي السفلي (بالإنجليزية: Inferior mesenteric artery)‏